# Västreträsket, Norrbotten
Västreträsket är en sjö i Bodens kommun i Norrbotten och ingår i Töreälvens huvudavrinningsområde. Sjön har en area på 0,116 kvadratkilometer och ligger 192,9 meter över havet.

## Delavrinningsområde
Västreträsket ingår i det delavrinningsområde (736257-178760) som SMHI kallar för Mynnar i Töreälven. Medelhöjden är 205 meter över havet och ytan är 50,51 kvadratkilometer. Det finns inga avrinningsområden uppströms utan avrinningsområdet är högsta punkten. Tolkbäcken som avvattnar avrinningsområdet har biflödesordning 2, vilket innebär att vattnet flödar genom totalt 2 vattendrag innan det når havet efter 56 kilometer. Avrinningsområdet består mestadels av skog (61 procent) och sankmarker (31 procent). Avrinningsområdet har 0,64 kvadratkilometer vattenytor vilket ger det en sjöprocent på 1,3 procent.